# Olympische Jugend-Sommerspiele 2014/Teilnehmer (Guyana)
| Gelbes Symbol für Goldmedaillen mit stilisierten Olympischen Ringen | Graues Symbol für Silbermedaillen mit stilisierten Olympischen Ringen | Braundes Symbol für Bronzemedaillen mit stilisierten Olympischen Ringen |
| ------------------------------------------------------------------- | --------------------------------------------------------------------- | ----------------------------------------------------------------------- |
| —                                                                   | —                                                                     | —                                                                       |

Die Jugend-Olympiamannschaft aus Guyana für die II. Olympischen Jugend-Sommerspiele vom 16. bis 28. August 2014 in Nanjing (Volksrepublik China) bestand aus vier Athleten.

## Athleten nach Sportarten

### Leichtathletik
Jungen
- Jason Yaw
400 m: 9. Platz
8 × 100 m Mixed: 7. Platz

### Schwimmen
| Mädchen - Britany van Lange 50 m Freistil: 36. Platz 100 m Freistil: 33. Platz | Jungen - Hannibal Gaskin 100 m Freistil: 36. Platz 50 m Schmetterling: 42. Platz |

### Tischtennis
Mädchen
- Chelsea Edghill
Einzel: 25. Platz
Mixed: 25. Platz (mit Darío Toranzos  Paraguay)